# 皮耶路易吉·皮扎巴拉
皮耶路易吉·皮扎巴拉（義大利語：Pierluigi Pizzaballa，1939年9月14日—），意大利男子足球运动员，场上位置是守门员。他曾代表意大利国家队参加1966年国际足联世界杯，结果获得第九名。